# Abidoral Jamacaru
Abidoral Rodrigues Jamacaru Filho (Crato, 28 de novembro de 1948) é um cantor e compositor cearense.
Natural do Crato, no Cariri, Abidoral Jamacaru é um dos maiores compositores do Ceará. Com quatro discos, o artista possui diversas premiações e tem várias de suas canções gravadas por diversos intérpretes.
Ao longo de sua carreira, seu trabalho foi citado e reconhecido por artistas da MPB como Jards Macalé, Cássia Eller, Zeca Baleiro, Lenine, Chico César, e Nelson Motta.

## Biografia
Nascido em 1948, Abidoral Jamacaru é filho de Ana Ayres de Aquino Jamacaru e do compositor e bandolinista Abidoral Rodrigues Jamacaru (1905-1994).
Abidoral fez suas primeiras apresentações na década de 1970, quando dos Festivais da Canção Regional do Crato. Ainda na década de 1970, mudou-se para o Rio de Janeiro, onde conviveu com artistas como Jards Macalé e Xico Chaves.
Participou do lançamento do disco “Banquete dos Mendigos”, em 1979, produzido por Jards Macalé.
Em 1987, Abidoral lançou, de forma independente, o LP "Avallon". Com produção de Luiz Carlos Salatiel e projeto gráfico de Romildo Alves e Edelson Diniz, o álbum pode ser considerado um marco na produção musical cearense. Entre as diversas faixas, está a primeira gravação da canção “Flor do Mamulengo” (Luiz Fidelis), sucesso nordestino que viria a ser gravado no álbum homônimo da banda Mastruz com Leite.
Em 2015, cerca de trinta músicos cearenses gravaram um disco em homenagem a Abidoral, intitulado “Dádiva – Amigos e Canções de Abidoral Jamacaru”.
Abidoral também atuou no cinema, interpretando o poeta popular Cego Aderaldo no filme “Corisco & Dadá”, do diretor Rosemberg Cariry, e participou do filme “Lua Cambará".

## Discografia
- Avallon (1987)
- O peixe (1998)
- Bárbara (2008)
- Abidoral Jamacaru (2018)